# Galling (Gemeinde St. Veit an der Glan)
Galling ist eine Ortschaft in der Gemeinde St. Veit an der Glan im Bezirk Sankt Veit an der Glan in Kärnten, in Österreich. Die Ortschaft hat 8 Einwohner (Stand 1. Jänner 2024). Sie liegt auf dem Gebiet der Katastralgemeinde Galling.

## Lage

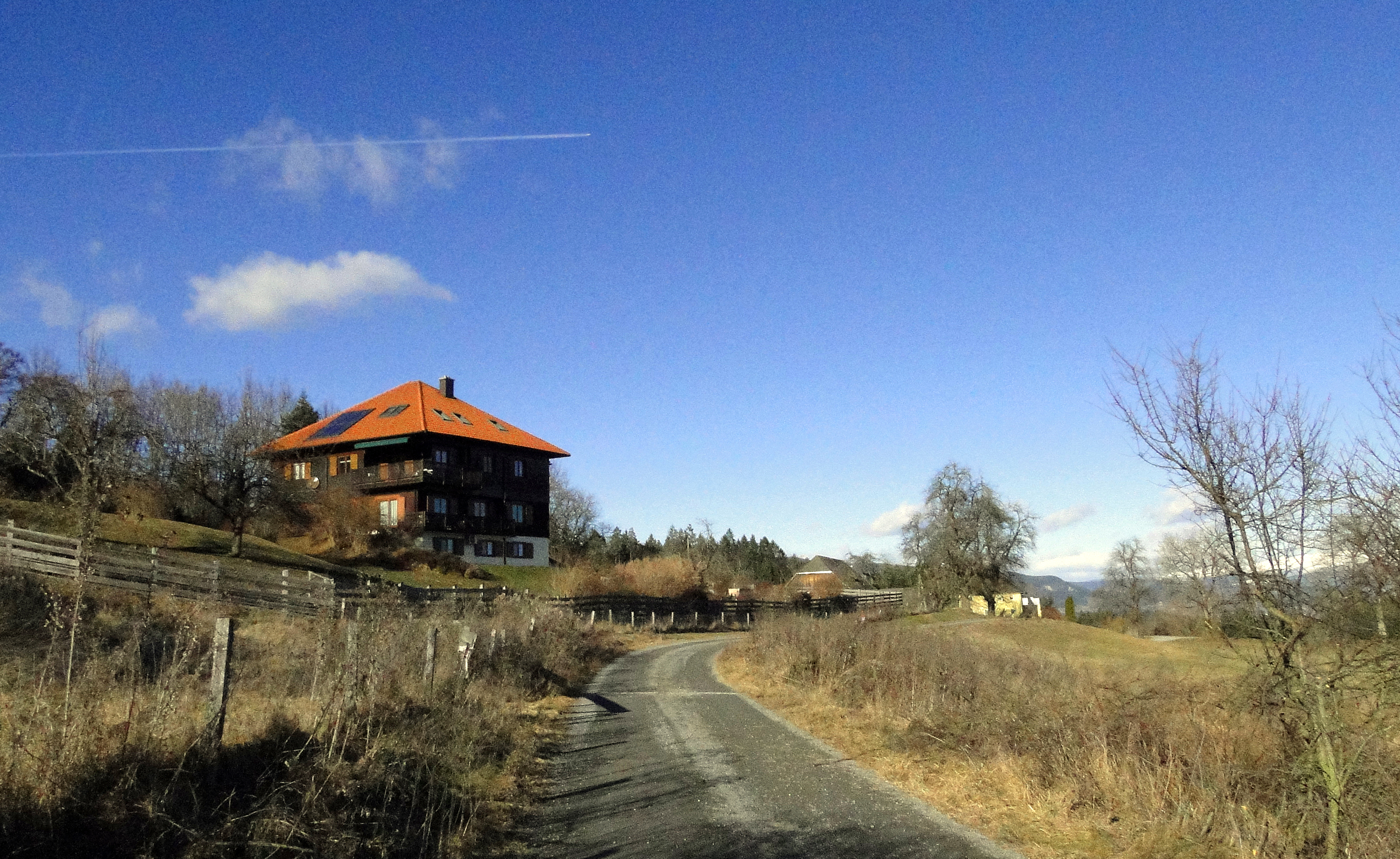
Galling, Haus Nr. 4. Im Hintergrund Haus Nr. 1.

Die Ortschaft liegt im Süden der Gemeinde Sankt Veit an der Glan und des Bezirks Sankt Veit an der Glan im Glantaler Bergland, am Nordostfuß des Ulrichsbergs.

## Geschichte
In der Steuergemeinde Galling liegend, gehörte der Ort in der ersten Hälfte des 19. Jahrhunderts zum Steuerbezirk Karlsberg. Bei Bildung der Ortsgemeinden im Zuge der Reformen nach der Revolution 1848/49 kam Galling an die Gemeinde Hörzendorf (die zunächst unter dem Namen Gemeinde Karlsberg geführt wurde), 1972 an die Gemeinde Sankt Veit an der Glan.

## Bevölkerungsentwicklung
Für die Ortschaft ermittelte man folgende Einwohnerzahlen:
- 1869: 2 Häuser, 16 Einwohner[3]
- 1880: 2 Häuser, 19 Einwohner[4]
- 1890: 2 Häuser, 16 Einwohner[5]
- 1900: 2 Häuser, 14 Einwohner[6]
- 1910: 2 Häuser, 11 Einwohner[7]
- 1923: 2 Häuser, 12 Einwohner[8]
- 1934: 10 Einwohner[9]
- 1961: 2 Häuser, 7 Einwohner[10]
- 2001: 2 Gebäude (davon 1 mit Hauptwohnsitz) mit 1 Wohnung; 4 Einwohner und 2 Nebenwohnsitzfälle; 1 Haushalt; 0 Arbeitsstätten, 1 land- und forstwirtschaftlicher Betrieb[11]
- 2011: 1 Gebäude, 8 Einwohner, 1 Haushalt, 0 Arbeitsstätten[12]
- 2021: 1 Gebäude, 8 Einwohner, 1 Haushalt, 0 Arbeitsstätten[13]